# Polynema scrutator
Polynema scrutator är en stekelart som beskrevs av Perkins 1910. Polynema scrutator ingår i släktet Polynema och familjen dvärgsteklar. Inga underarter finns listade i Catalogue of Life.